# تيريزا لوبيز بوستامينت
تيريزا لوبيز بوستامينت (بالإسبانية: Teresa López Bustamante)‏ هي صحفية فنزويلية، ولدت في 24 أكتوبر 1888 في ماراكايبو في فنزويلا، وتوفي بنفس المكان في 1942.